# Drosera liniflora
Drosera liniflora este o specie de plante carnivore din genul Drosera, familia Droseraceae, ordinul Caryophyllales, descrisă de Debbert. Conform Catalogue of Life specia Drosera liniflora nu are subspecii cunoscute.